# Хотинець (Росія)
Хотинець (рос. Хотынец) — смт у Хотинецькому районі Орловської області Російської Федерації.
Населення становить 3820 осіб. Входить до муніципального утворення міське поселення Хотинець.

## Історія
Населений пункт розташований у межах Чорнозем'я та історичного Дикого Поля. Від 13 червня 1934 року після ліквідації Центрально-Чорноземної області населений пункт увійшов до складу новоствореної Курської області.
Від 2013 року входить до муніципального утворення міське поселення Хотинець.

## Населення
| 1959  | 1970  | 1979  | 1989  | 2000  | 2002  | 2003  |
| ----- | ----- | ----- | ----- | ----- | ----- | ----- |
| 2277  | ↗2962 | ↗4027 | ↗4629 | ↘4500 | ↘4238 | ↘4200 |
| 2005  | 2006  | 2007  | 2008  | 2009  | 2010  | 2012  |
| ↗4216 | ↗4257 | ↗4385 | ↗4392 | →4392 | ↘3866 | ↘3772 |
| 2013  | 2014  | 2015  | 2016  | 2017  | 2018  |       |
| ↘3726 | ↘3687 | ↘3670 | ↗3697 | ↗3782 | ↘3755 |       |